# 倉野章子
倉野 章子（くらの あきこ、1947年〈昭和22年〉7月3日 - ）は、日本の女優、声優。本名：角野 章子、旧姓は芸名と同じ。
富山県出身。東京都立桜町高等学校卒業。文学座に所属。「東京やなぎ句会」同人。
夫は俳優の角野卓造。

## 来歴・人物
1967年に文学座研究所に入社。
1969年「握手、握手、握手」でデビュー。1971年に文学座座員となった。以後、舞台だけでなくテレビドラマにも多数出演。同じ劇団俳優・角野卓造と結婚後、子育てのため休業。
1995年、14年ぶりに舞台「三人姉妹」で復帰すると、同年「野分立つ」で舞台初主演。同作品で第30回紀伊國屋演劇賞個人賞、および第3回読売演劇大賞優秀女優賞を受賞した。

## 出演作品

### テレビドラマ
- 花王 愛の劇場 / 女の絶唱（1969年、TBS）
- ポーラテレビ小説（TBS）
  - 安ベエの海（1969年 - 1970年）
  - 原生花園 アンラコロの歌（1972年） - 郷子
- 新平四郎危機一発 第22話「女子大生殺人事件」（1970年、TBS）
- 時間ですよ（1970年、TBS）
- ありがとう（1970年、TBS） - 警察学校生徒
- 銀河ドラマ / からすなぜ泣くの（1971年、NHK）
- 半七捕物帳（1971年、NET）
- 赤ひげ（1972年、NHK）
- プレイガールシリーズ （12ch）
  - プレイガール
    - 第193話「女は裸で嘘をつく」（1972年） - ひろみ
    - 第221話「ヌードモデル殺人事件」（1973年） - 晶子
    - 第231話「朝は裸と別れのとき」（1973年） - 万里子

  - プレイガールQ 第11話「あの肌をもう一度」（1974年） - 節子
- 太陽にほえろ!（NTV / 東宝）
  - 第26話「みんな死んでしまった」（1973年） - 光子
  - 第115話「一枚の名刺」（1974年） - 橋爪家の元家政婦
  - 第131話「刑事の胸の底には…」（1975年） - 殿村道子
  - 第204話「厭な奴」（1976年） - 秋月可奈子
  - 第236話「砂の城」（1977年） - 西条景子
  - 第266話「逃亡者」、第267話「追跡者」（1977年） - 郷田圭子
  - 第335話「ある結末」（1978年） - 青木洋子
- 荒野の用心棒 第32話「肌色の影は過去を秘めて…」（1973年、NET） - 加奈
- 東芝日曜劇場（TBS）
  - 姉（1973年）
  - ワタシ達の関係（1991年）
- 狼・無頼控（1973年、MBS）
- ライオン奥様劇場（CX）
  - 若草物語（1973年） - 三田さつき
  - 母さんの愛が聞こえる（1979年）
- 大河ドラマ （NHK）
  - 勝海舟（1974年）
  - おんな太閤記（1981年） - ふく
- 子連れ狼 第9話（1974年、NTV）
- 右門捕物帖 第22話「くちなしの花」（1974年、NET / 東映)
- おんな浮世絵・紅之介参る! 第8話 「女掏模ふたり」(1974年NTV） - おりん
- 斬り抜ける 第4話「女が峠を越えるとき」（1974年、ABC / 松竹) - みき
- 銭形平次 （CX / 東映）
  - 第465話「地獄の使者」（1975年） - お品
  - 第571話「清吉の十両」（1977年） - お昌
  - 第606話「紀州の子守唄」（1978年）-おさと
- 破れ傘刀舟 悪人狩り 第34話「裏切りの街」（1975年、NET） - おきみ
- Gメン'75 第22話「警視庁殺人課」（1975年、TBS / 東映） - 西島カズエ
- 遠山の金さん 第6話「泪橋に罠をかけろ!!」（1975年、NET / 東映） - お町
- 宮本武蔵（1975年、KTV / 歌舞伎座テレビ） - ぬい
- 新・坊っちゃん（1975年、NHK）
- 大江戸捜査網（12ch / 三船プロ）
  - 第166話「初見参夜叉面の女」（1974年） - おふじ
  - 第272話「十手に賭けた怨み節」（1976年） - しず
- いろはの"い" 第16話「目撃者」（1976年、NTV / 東宝） - 佐野ゆう子
- 銀河テレビ小説 / 夏の故郷（1977年、NHK） - 大沢光子
- ドラマ人間模様 / 冬の桃（1977年、NHK）
- 新・木枯し紋次郎（1977年、12ch）
- 熱中時代 先生編 第1シリーズ 第9話「二つの恋のメロディー」（1978年、NTV） - 磯村知子
- 大空港 第16話「特捜部対ヤクザ 女医三森亜矢子が敵の手に!」（1978年、CX / 松竹）
- 江戸の激斗 第15話「帰って来た藤太」（1979年、CX / 東宝） - およし
- 駆け込みビル7号室 第3話「弁護料4512円! パパとママが大変だ」（1979年、CX / 三船プロ）
- 新五捕物帳 第99話「悲恋おんな牢」（1980年、NTV）
- 新・江戸の旋風 第13話「危うし母子! 絵図面の謎」（1980年、CX / 東宝） - およし
- 土曜ワイド劇場 / 華やかな死体・赤い花は殺人予告（1980年、ANB）
- 吉宗評判記 暴れん坊将軍 第149話「偽りの絆が廻す夫婦独楽」（1981年、ANB） - おしな
- あの日の僕をさがして（1992年、TBS） - 田中伸子
- 火曜サスペンス劇場 （NTV）
  - 弁護士・朝日岳之助 第10作「刑法第一三四条」（1997年）
  - 転勤判事 第1作（1997年） - 五十嵐節子
- 春燈（1998年、NHK-BS2）
- 巡査 - 埼玉県警黒瀬南署の夏 -（2001年、BS-i）
- とんび（2013年、TBS）
- 年下彼氏（2020年、ABC） - ヒロイン・鈴谷絹子
- 月9 続・続・最後から二番目の恋 第1話（2025年4月14日、CX） - 一条久恵[4]

### 映画
- 荒い海（1969年）
- 戒厳令（1973年） - 兵士の妻
- 棘の中にある奇跡 〜笠間の栗の木下家〜（2018年） - 木下初恵
- 長いお別れ （2019年5月31日） - 磐田道彦の母親
- 法廷遊戯（2023年11月30日） - 隅田春江 役[5]

### 舞台
- 島清、世に敗れたり
- 風をつむぐ少年
- ハムレット（1981年）
- 三人姉妹（1995年）
- 野分立つ（1995年）
- モーリー・スウィニー（1996年）
- シャトー・ランズ（1996年）
- 夢の島イニシュマーン（1999年）
- 地獄のオルフェ（2000年）
- ピカドンキジムナー（2001年）
- すべて世は事も無し（2001年）
- サド侯爵夫人（2003年）
- 夜からの声（2004年）
- 喝采（2005年）
- マテリアル・ママ（2006年）
- 初雷（2007年）
- 犬が西向きゃ尾は東（2007年）
- かどで（2007年）
- トムは真夜中の庭で（2008年）
- トロイアの女たち（2010年）
- 連結の子（2011年）
- 手に砕け散る空の星（2012年）
- リチャード三世（2012年）

### ミュージック・ビデオ
- 米津玄師「カナリヤ」（2020年）[6]

### 吹き替え
- 雨の訪問者（日本テレビ（BD収録）） - メリー（マルレーヌ・ジョベール）役
- 007 ゴールドフィンガー（日本テレビ・水曜ロードショー） - ティリー・マスターソン（タニア・マレット）役
- ハリケーン（日本テレビ・水曜ロードショー） - シャーロット・ブルックナー（ミア・ファロー）役
- フォロー・ミー（日本テレビ・水曜ロードショー（DVD・BD収録）） - ベリンダ・シドリー（ミア・ファロー）役
- 恐怖の航海 〜アキレ・ラウロ号事件〜（NHK） - マーゴット役
- 名探偵ポワロ 「海上の悲劇」
- ER緊急救命室シーズンXI #15（2006年放映、NHK-BS2）- エリー・ショアー（シンシア・ニクソン）役
- エリザベス1世 〜愛と陰謀の王宮〜（2007年放映、NHK-BS2）- エリザベス1世（ヘレン・ミレン）役
- クィーン - エリザベス2世（ヘレン・ミレン）役
- 終着駅 トルストイ最後の旅 - ソフィヤ・トルストイ（ヘレン・ミレン）役
- 戦争のはらわた - センタ・バーガー
- 地上最強の美女 バイオニック・ジェミー
- gifted/ギフテッド - イヴリン・アドラー（リンゼイ・ダンカン）役
- くるみ割り人形と秘密の王国 - マザー・ジンジャー（ヘレン・ミレン） 役[7]

### ラジオドラマ
- 銀河鉄道999（1978年4月30日放送・NHK-FM） - メーテル
- アドルフに告ぐ（1993年3月15日放送・TBSラジオ） - 小城典子
- FMシアター（NHK-FM）
  - 『ハイファに戻って』（2002年9月7日）
  - 『あの日々たちよ～詩劇としての』（2022年6月11日、塩見三省 作）[8] - イリーナ 役

### 人形劇
- 人形歴史スペクタクル 平家物語（1993年 - 1995年） - 蓬子